# Nausitoo (Odissea)
Nausitoo (in greco antico: Ναυσίθοος?, Nausíthoos), è un personaggio della mitologia greca. Fu re dei Feaci.

## Genealogia
Figlio di Poseidone e di Peribea, fu padre di Alcinoo e di Ressenore.

## Mitologia
Guidò l'emigrazione dei Feaci verso Scheria, sfuggendo dall'influenza dei limitrofi Ciclopi e realizzò l'urbanizzazione di Scheria facendo costruire le mura della città, le case, ed i templi e suddividendo i campi ai contadini ma Poseidone non voleva che aiutassero Odisseo e così ne subirono la sua ira.
In seguito Eracle si recò da lui per essere purificato dopo l'omicidio dei suoi figli e durante la sua permanenza si innamorò della ninfa Melite e con lei concepì il figlio Illo.